# Голубая планета (фильм)
«Голубая планета» (англ. Blue Planet) — документальный кинофильм в формате IMAX, созданный при финансировании Национального музея воздухоплавания и астронавтики Смитсоновского института и Lockheed Corporation в 1990 году. Он был снят при поддержке NASA, а текст к нему был написан и озвучен Тони Майерс.
Фильм посвящен планете Земле как единому целому и частично снимался с находившихся на орбите шаттлов. Фильм старается показать насколько уникальна и хрупка планета. Как она возникла, как она менялась и какую роль сыграл человек в этих изменениях. Для иллюстрирования текста используются кадры из космоса, подводная съемка, компьютерная анимация и различные пейзажи планеты.
Четкий и ясный язык фильма делает его понятным для детей, а захватывающие дух кадры, например, вид грозы из космоса, привлекут внимание взрослых.